# برایان دیکن
برایان دیکن (انگلیسی: Brian Deacon؛ زادهٔ ۱۳ فوریهٔ ۱۹۴۹) بازیگر اهل انگلستان است.
از فیلم‌ها یا برنامه‌های تلویزیونی که وی در آن نقش داشته‌است، می‌توان به عیسی و روایت نلی اشاره کرد.